# Édouard Jacques
Pour les articles homonymes, voir Jacques.
Édouard Jacques est un homme politique français, né le 26 septembre 1828 à Saint-Omer (Pas-de-Calais) et mort le 14 juin 1900 dans le 14e arrondissement de Paris.

## Biographie
Instituteur à Lille dès 1846, il participe à la révolution de 1848 dans la capitale du Nord. Abandonnant son poste d’instituteur mutuel, il s'installe à Paris en 1861 dans le quartier de Plaisance, travaille dans une fabrique d'eaux minérales avec son cousin, Emile Plaideau. Il adjoint bientôt à cette fabrique une distillerie.
Il est élu conseiller municipal du quartier de Plaisance, le 31 juillet 1871 : il y siège avec les radicaux comme Georges Clemenceau, Charles Floquet et Jules Ferry, puis est réélu régulièrement jusqu'au printemps de 1890, soit un mandat de plus de dix huit années. Il est vice président du Conseil municipal en 1876, puis Président de la Commission du Budget de 1884 à 1888. En 1887, il est élu Président du Conseil général de la Seine, puis réélu jusqu'à la fin de 1889.
C'est Édouard Jacques qui fut opposé au général Boulanger lors du scrutin historique du 27 janvier 1889 à Paris. Boulanger l'emporta largement, mais Jacques prit sa revanche en octobre de la même année quand il fut élu député du XIVe circonscription Montparnasse - Plaisance, puis réélu en 1894. Malade, il ne se représente pas en 1898 et devient maire du 14e arrondissement de Paris jusqu'à sa mort le 14 juin 1900.
Il est enterré au cimetière du Montparnasse (division 2).
Une rue du 14e arrondissement de Paris porte son nom.

## Sources
- « Edouard JACQUES » 1828-1900, biographie, par Bruno Floquet, 2016, auto-édition Baboulas ;« Édouard Jacques », dans le Dictionnaire des parlementaires français (1889-1940), sous la direction de Jean Jolly, PUF, 1960 [détail de l’édition]